# 照明商店 (电影)
《照明商店》（英語：Love Life Light）是一部2023年中国大陆电影，改编自韩国漫画家姜草的同名漫画，由蔡耳朵执导，章若楠、白宇帆主演，于2023年12月8日在中国大陆上映。
电影于2023年2月10号开机拍摄，4月3日杀青，主要于扬州江都区的扬州影视产业集聚区棚内搭景拍摄，公寓楼由江都丁沟镇当地的中学教职工宿舍改建而来，此外还在江都吴桥镇拍摄油菜田外景。
电影原定于2023年12月15日上映，后提档至12月8日。截至2023年12月19日，电影票房突破2亿元人民币。2024年2月16日，电影在流媒体平台上线。

## 演员列表

### 主要演员
| 演員   | 角色                | 介紹 |
| 章若楠 | 许念                |      |
| 白宇帆 | 郑满                |      |
| 柳岩   | 朱小梅              |      |
| 刘奕君 | 商店老闆 / 醫院主任 |      |
| 黄澄澄 | 李增宝              |      |
| 张琪   | 江濤(江老師)        |      |
| 孙美林 | 刘雨珊              |      |
| 陈思诺 | 蔣珠珠              |      |

### 其他演员
| 演員   | 角色     | 介紹 |
| 郑恺   | 賢敏     |      |
| 孙千   | 劉嘉怡   |      |
| 曹炳琨 | 江亮     |      |
| 海陆   | 智英     |      |
| 许童心 | 曉彤護士 |      |